# Svenska kommittén för internationell hjälpverksamhet
Svenska kommittén för internationell hjälpverksamhet var en svensk statlig kommitté som tillsattes under andra världskriget för att samordna, och vid behov bistå, de internationella hjälpinsatser som man ansåg skulle komma behöva genomföra efter kriget, för att hjälpa till att bygga upp den europeiska kontinenten efter kriget. Kommittén tillsattes på beslut av kung Gustaf V den 10 mars 1944, på rekommendation av finansminister Ernst Wigforss, och sorterade direkt under Folkhushållningsdepartementet, men var nära kopplat till kungens kansli samt Utrikesdepartementet och Socialdepartementet. Vid tillsättandet bestod kommittén av nio ledamöter, som utökades till tio. Ledamöterna representerade olika hjälporganisationer som var viktiga inom respektive område. Åtminstone till en början bestod kommittén av en sekreterare och ett biträde. 
Kommittén saknade direkta medel, utan var tvungen att för varje tillfälle be kungen om ekonomiska medel, och saknade också formella maktmedel, till skillnad från bland annat den engelska motsvarigheten. Det fanns en oro i riksdagen att kommittén med för stora ekonomiska resurser och för mycket makt skulle kunna komma att kväva de privata initiativ och hjälporganisationer som redan existerade. Efter kommitténs anhållan gick dock stora statsbidrag till Svenska Röda Korset för livsmedelshjälp till fångar i Tyskland, till civilbefolkningen i Polen liksom judar i Ungern. Dessutom gjordes liknande insatser för att sända socker till Norge (för 4,7 miljoner kronor i den tidens värde) och livsmedeltransporter till Nederländerna (4 miljoner kronor). Via kommittén kanaliserades också stora delar av den svenska läkemedelsindustrins överskott som medicinska hjälpaktioner till Frankrike, Nederländerna, Finland, Ryssland och Polen. 1945 beräknades det samlade värdet av de bidrag som Sverige då redan lämnat eller var på väg att lämna att uppgå till 2,7 miljarder kronor (i den tidens värde), varav enskildas bidrag uppgick till 400 miljoner; för resten stod staten, mestadels genom krediter. Riksdagen beviljade gåvor till andra länder på 90 miljoner kronor.
Kommittén tillsatte även sektioner för medicinska, norsk-danska, finska och utomnordiska frågor. Den fungerade från och till som remissinstans för handels-, livsmedels- och industrikommissioner för vissa licens- och exportärenden. Kommittén hade lokaler i Riksdagshuset.

## Ledamöter
- Birger Ekeberg, Svea hovrätts president, ordförande i kommittén
- Greve Folke Bernadotte
- Elsa Cedergren
- Ombudsmannen Nils Goude
- Kyrkoherden Fritz Holmgren
- Margit Levinson
- Alva Myrdal
- Professor Gunnar Nyström
- Folkskoleinspektör Karl Steenberg
- Direktör Martin Waldenström.
- 15 oktober 1944 tillkom även den tidigare sekreteraren i kommittén Erik Leijonhufvud som ledamot.
- Arne Björnberg, sekreterare i Statens uppbyggnadsnämnd och Kommissionen för ekonomisk efterkrigsplanering, var ständigt adjungerad.
- Kommitténs sekreterare blev Henrik W:son Beer den 15 oktober 1944.

## Organisationer representerade i kommittén
- Svenska Röda Korset
- Rädda Barnen
- Föreningen Norden
- Svenska Norgehjälpen
- Hjälp Krigets Offer
- Samarbetskommitén för demokratiskt uppbyggnadsarbete
- Svenska akademiska hjälpkommitén
- Internationella studenthjälpens rikskommitté
- Industriinsamlingarna
- Kyrkans hjälparbete